# Eidos-Montréal
Eidos-Montréal je kanadski razvijalec videoiger s sedežem v Montrealu. Studio je v lasti podjetja Square Enix Europe (prej Eidos Interactive), hčerinskega podjetja Square Enix.

## Zgodovina
Podjetje Eidos Interactive je februarja 2007 objavilo načrte za odprtje hčerinskega studia v Montrealu. Eidos-Montréal se je uradno odprl 26. novembra 2007, na čelu z generalnim direktorjem Stéphanom D'Astousom. Po besedah D'Astousa je za razliko od drugih studiev za razvoj videoiger za razvojni cikel studia Eidos-Montréal značilno, da manjše ekipe (skupaj 350) delajo dlje časa.
Istega leta, ko je bil studio ustanovljen, je napovedal svoj prvi projekt: tretji del serije Deus Ex, Deus Ex: Human Revolution, ki je izšel leta 2011. Leta 2009 je studio napovedal svoj drugi projekt, četrti del serije Thief.
Podjetje Square Enix je 4. marca 2014 objavilo, da je bilo v studiu Eidos-Montréal odpuščenih 27 zaposlenih. Stéphane D'Astous je 19. julija 2013 odstopil s svojega položaja zaradi »nepremostljivih razlik z matičnim podjetjem Square Enix«.
Studio je 26. januarja 2017 naznanil partnerstvo z Marvel Entertainmentom za ustvarjanje več videoiger na podlagi franšize Maščevalci. Dne maja 2018 je imel studio več kot 500 zaposlenih.
Aprila 2018 je YouTuber George Weidman (Super Bunnyhop) poročal o odpovedani videoigri s kodnim imenom »Fantasy Project W«. Vodja studia David Anfossi je v pogovoru za PCGamesN dejal, da ne more komentirati, vendar se mu zdi video »zelo dobro narejen« in »zelo zabaven za ogled«. Pojasnil je, da se v industriji videoiger projekti pogosto začnejo, a se na koncu prekličejo.
13. junija 2021 je bilo na sejmu E3 2021 objavljeno, da bo studio začel z razvojem igre na podlagi stripov Varuhi galaksije.

## Razvite igre
| Leto | Naslov                                   | Platforme                                                                                   | Opombe |
| ---- | ---------------------------------------- | ------------------------------------------------------------------------------------------- | ------ |
| 2011 | Deus Ex: Human Revolution                | Microsoft Windows, macOS, PlayStation 3, Wii U, Xbox 360                                    |        |
| 2014 | Thief                                    | Microsoft Windows, macOS, PlayStation 3, PlayStation 4, Xbox 360, Xbox One                  |        |
| 2016 | Deus Ex: Mankind Divided                 | Microsoft Windows, macOS, Linux, PlayStation 4, Xbox One                                    |        |
| 2017 | Deus Ex: Breach                          | Microsoft Windows                                                                           |        |
| 2017 | Deus Ex: Mankind Divided – VR Experience | Microsoft Windows                                                                           |        |
| 2018 | Shadow of the Tomb Raider                | Microsoft Windows, macOS, Linux, PlayStation 4, Xbox One, Stadia                            |        |
| 2021 | Marvel's Guardians of the Galaxy         | Microsoft Windows, Nintendo Switch, PlayStation 4, PlayStation 5, Xbox One, Xbox Series X/S |        |